# 大宮 (大阪市旭区)
大宮（おおみや）は、大阪市旭区の町名。現行行政地名は大宮一丁目から大宮五丁目。

## 地理
旭区の中心部に位置し、旭区役所も当地に所在するが、おおむね住宅密集地である。（地図 - Google マップ）
北側を淀川が、南側を城北川がいずれも西流する。城北川の上部は阪神高速12号守口線で覆われている。
東側を国道1号が通り、地下を地下鉄谷町線が通る。2,3丁目の東に千林大宮駅があるが、所在地は森小路2丁目である。

## 歴史
かつての東成郡古市村大字南島の一部であるが、大阪市への編入後、南島町が大正末期から昭和初期にかけて大宮町、大宮北之町、大宮西之町などに細分される。
1971年（昭和46年）に住居表示を施行、大宮町とその周辺の町とともに整理され、現在の町名・区域となる。

### 地名の由来
大宮3丁目に鎮座する大宮神社に由来する。
かつての大宮町の地名は1929年（昭和4年）に成立した。

## 世帯数と人口
2019年（平成31年）3月31日現在の世帯数と人口は以下の通りである。
| 丁目       | 世帯数    | 人口     |
| ---------- | --------- | -------- |
| 大宮一丁目 | 1,091世帯 | 1,691人  |
| 大宮二丁目 | 1,145世帯 | 2,104人  |
| 大宮三丁目 | 1,090世帯 | 1,936人  |
| 大宮四丁目 | 1,823世帯 | 3,231人  |
| 大宮五丁目 | 1,223世帯 | 2,133人  |
| 計         | 6,372世帯 | 11,095人 |

### 人口の変遷
国勢調査による人口の推移。
| 1995年（平成7年）  | 13,788人 | [ 6 ]  |  |
| 2000年（平成12年） | 13,048人 | [ 7 ]  |  |
| 2005年（平成17年） | 12,003人 | [ 8 ]  |  |
| 2010年（平成22年） | 11,282人 | [ 9 ]  |  |
| 2015年（平成27年） | 11,234人 | [ 10 ] |  |

### 世帯数の変遷
国勢調査による世帯数の推移。
| 1995年（平成7年）  | 6,058世帯 | [ 6 ]  |  |
| 2000年（平成12年） | 6,071世帯 | [ 7 ]  |  |
| 2005年（平成17年） | 5,765世帯 | [ 8 ]  |  |
| 2010年（平成22年） | 5,725世帯 | [ 9 ]  |  |
| 2015年（平成27年） | 5,839世帯 | [ 10 ] |  |

## 学区
市立小・中学校に通う場合、学区は以下の通りとなる。なお、小学校・中学校入学時に学校選択制度を導入しており、通学区域以外に旭区の小学校・中学校から選択することも可能。
| 丁目       | 番               | 小学校               | 中学校             |
| ---------- | ---------------- | -------------------- | ------------------ |
| 大宮一丁目 | 全域             | 大阪市立大宮小学校   | 大阪市立旭陽中学校 |
| 大宮二丁目 | 全域             | 大阪市立大宮小学校   | 大阪市立旭陽中学校 |
| 大宮三丁目 | 全域             | 大阪市立大宮小学校   | 大阪市立旭陽中学校 |
| 大宮四丁目 | 全域             | 大阪市立大宮小学校   | 大阪市立旭陽中学校 |
| 大宮五丁目 | 1〜12番 15〜17番 | 大阪市立大宮小学校   | 大阪市立今市中学校 |
| 大宮五丁目 | 13番             | 大阪市立太子橋小学校 | 大阪市立今市中学校 |

## 事業所
2016年（平成28年）現在の経済センサス調査による事業所数と従業員数は以下の通りである。
| 丁目       | 事業所数  | 従業員数 |
| ---------- | --------- | -------- |
| 大宮一丁目 | 99事業所  | 949人    |
| 大宮二丁目 | 97事業所  | 439人    |
| 大宮三丁目 | 99事業所  | 615人    |
| 大宮四丁目 | 125事業所 | 791人    |
| 大宮五丁目 | 44事業所  | 1,124人  |
| 計         | 464事業所 | 3,918人  |

## 施設
- 旭区役所（1丁目）
- 大阪旭郵便局（1丁目）
- 大宮神社（3丁目）
- 関西みらい銀行 千林西支店・千林支店（3丁目）
- ライフ 旭大宮店(4丁目)
- 大阪市立大宮小学校（4丁目）
- 大阪府立思斉支援学校（5丁目）
- 常翔学園中学校・高等学校（5丁目）
- 大阪工業大学（5丁目）

## その他

### 日本郵便
- 〒535-0002[3]（集配局：大阪旭郵便局[14]）

## 脚註
1. ↑  “大阪府大阪市旭区の町丁・字一覧”.   人口統計ラボ. 2019年10月20日閲覧。
2. 1 2  “住民基本台帳人口・外国人人口”.   大阪市 (2019年7月26日). 2019年10月4日閲覧。
3. 1 2  “大宮の郵便番号”.  日本郵便. 2019年8月15日閲覧。
4. ↑  “市外局番の一覧”.   総務省. 2019年6月24日閲覧。
5. ↑  旭区町名の由来
6. 1 2  “平成7年国勢調査の調査結果(e-Stat) - 男女別人口及び世帯数 －町丁・字等”.   総務省統計局 (2014年3月28日). 2019年8月16日閲覧。
7. 1 2  “平成12年国勢調査の調査結果(e-Stat) - 男女別人口及び世帯数 －町丁・字等”.   総務省統計局 (2014年5月30日). 2019年8月16日閲覧。
8. 1 2  “平成17年国勢調査の調査結果(e-Stat) - 男女別人口及び世帯数 －町丁・字等”.   総務省統計局 (2014年6月27日). 2019年8月16日閲覧。
9. 1 2  “平成22年国勢調査の調査結果(e-Stat) - 男女別人口及び世帯数 －町丁・字等”.   総務省統計局 (2012年1月20日). 2019年8月16日閲覧。
10. 1 2  “平成27年国勢調査の調査結果(e-Stat) - 男女別人口及び世帯数 －町丁・字等”.   総務省統計局 (2017年1月27日). 2019年8月16日閲覧。
11. ↑  “区内の通学区域および選択できる学校一覧” (PDF).   大阪市旭区 (2018年10月5日). 2019年11月22日閲覧。 “（ファイル元のページ）”
12. ↑  “平成31年度 旭区学校選択制について”.   大阪市旭区 (2018年10月5日). 2019年11月22日閲覧。
13. ↑  “平成28年経済センサス－活動調査 / 事業所に関する集計 産業横断的集計 都道府県別結果”.   総務省統計局 (2018年6月28日). 2019年10月23日閲覧。
14. ↑  “郵便番号簿 2019年度版” (PDF).   日本郵便. 2019年11月4日閲覧。